# اکلانامین
اکلانامین (انگلیسی: Eclanamine) نوعی دارو است که به عنوان یک ترکیب ضدافسردگی معرفی شد، اما هرگز وارد بازار نشد. این دارو از راه مهار بازجذب سروتونین و نوراپی نفرین عمل می‌کند. اکلانامین به‌طور تصادفی به عنوان یک از مشتقات نوعی آگونیست گیرنده اپیوئیدی کاپا کشف شد.